# 唑嘧磺隆
唑嘧磺隆是一种有机化合物，化学式为C17H17N7O5S，它可用作除草剂。其作用机制是抑制乙酰乳酸合酶和乙酰羟基酸合酶。它的合成已有专利报道。